# Thran
Thran es un personaje de la serie Francesa de televisión Galactik Football.
Hermano de Ahito, Thran juega para los Snow Kids como un defensor. Él ama los cacharros y cualquier cosa electrónica.

## Argumento
Thran creció en Akillian con su hermano gemelo Ahito y ha demostrado ser buen amigo de D'Jok y Micro Ice desde una edad temprana. En un momento de su juventud (como los otros miembros originales de los Snow Kids) fue atacado por una misteriosa enfermedad que con el tiempo se revela que los efectos de el Meta-fluido en su cuerpo.
Thran parece ser la persona más inteligente en el equipo (al lado de Clamp) con fuertes intereses en la tecnología y los juegos, había inventado una pelota de fútbol con un dispositivo que lee la velocidad en que se inició el golpe. Él también tiene un interés en el videojuego y pasa su tiempo libre jugando videojuegos. Su interés por la tecnología se demuestra por su capacidad de hackear los diversos programas y datos, como se muestra cuando ayudó a Sonny Blackbones y Micro Ice a escapar de Akillian con planos del sistema de ventilación que había adquirido.
En la segunda temporada, Thran sigue siendo el niño alegre mismo y dedica su tiempo a apoyar a su prima Yuki, que intenta encajar en el equipo. También trata de apoyar a su hermano a través de la enfermedad que se desarrolló en el comienzo de la temporada. Además, en un momento dado, él acompaña a Mei en el acabado de sus contratos comerciales, cuando D'Jok no está disponible (aunque él afirma que no está muy interesado en él después de que lo intentó).